# Pont de Suert
Pont de Suert (oficialmente y en catalán: El Pont de Suert) es una localidad y municipio español de la provincia de Lérida, en la comunidad autónoma de Cataluña. Se encuentra situado en la comarca de la Alta Ribagorza, de la que es capital. Se halla a orillas del río Noguera Ribagorzana, donde confluyen los valles de Barrabés con los de Bohí, Castanesa y Viu, en un cruce de comunicaciones que desde tiempos muy lejanos dio lugar al puente que da nombre a la población. Hay vulcanismos aislados en el municipio, más bien, por la zona de Erillcastell (Caldera de Erillcastell).

## Descripción
Posee un casco antiguo donde se conservan muestras del pasado como la plaza Mayor y la plaza del Mercadal, la iglesia vieja, de origen románico y muy modificada en el siglo XVIII y el Palacio Abacial, bello ejemplo de gótico civil rehabilitado a finales del siglo XX. En el ensanche se construyó en 1955 la nueva iglesia, obra del ingeniero Eduardo Torroja y del arquitecto Rodríguez Mijares. Se trata de una obra de arquitectura contemporánea, de una sola nave cubierta con bóvedas de rasilla.
Con la anexión de los municipios de Llesp, Malpás y Viu de Llevata, el término llega a alcanzar casi 150 km² y comprende una serie de pequeños núcleos poco habitados. Destacan entre estos pueblos Castellón de Tor, Iran, Casòs, Corroncui, Erillcastell, Esperan o Gotarta.
En el pueblo de Viu de Llevata se encuentra la iglesia románica de Santa María de Viu de Llevata y el Castillo de Viu de Llevata.

## Demografía
Cuenta con una población de 2380 habitantes (INE 2024).
| Gráfica de evolución demográfica de El Pont de Suert entre 1842 y 2021 |
| |
| Población de derecho según los censos de población del INE Población de hecho según los censos de población del INEEn estos censos se denominaba Pont de Suert: 1842, 1857, 1860, 1877, 1887, 1897, 1900, 1910, 1920, 1930, 1940, 1950, 1960, 1970 y 1981 Entre el censo de 1857 y el anterior, crece el término del municipio porque incorpora a 255000 (Abellá d'Adons), 255228 (Marquet), 255386 (Ventolá) Entre el censo de 1970 y el anterior, crece el término del municipio porque incorpora a 25552 (Llesp), 25554 (Malpás), 25596 (Viu de Llevata). |